# Mélagues
Mélagues é uma comuna francesa na região administrativa de Occitânia, no departamento de Aveyron. Estende-se por uma área de 44,51 km². Em 2010 a comuna tinha 60 habitantes (densidade: 1,3 hab./km²).

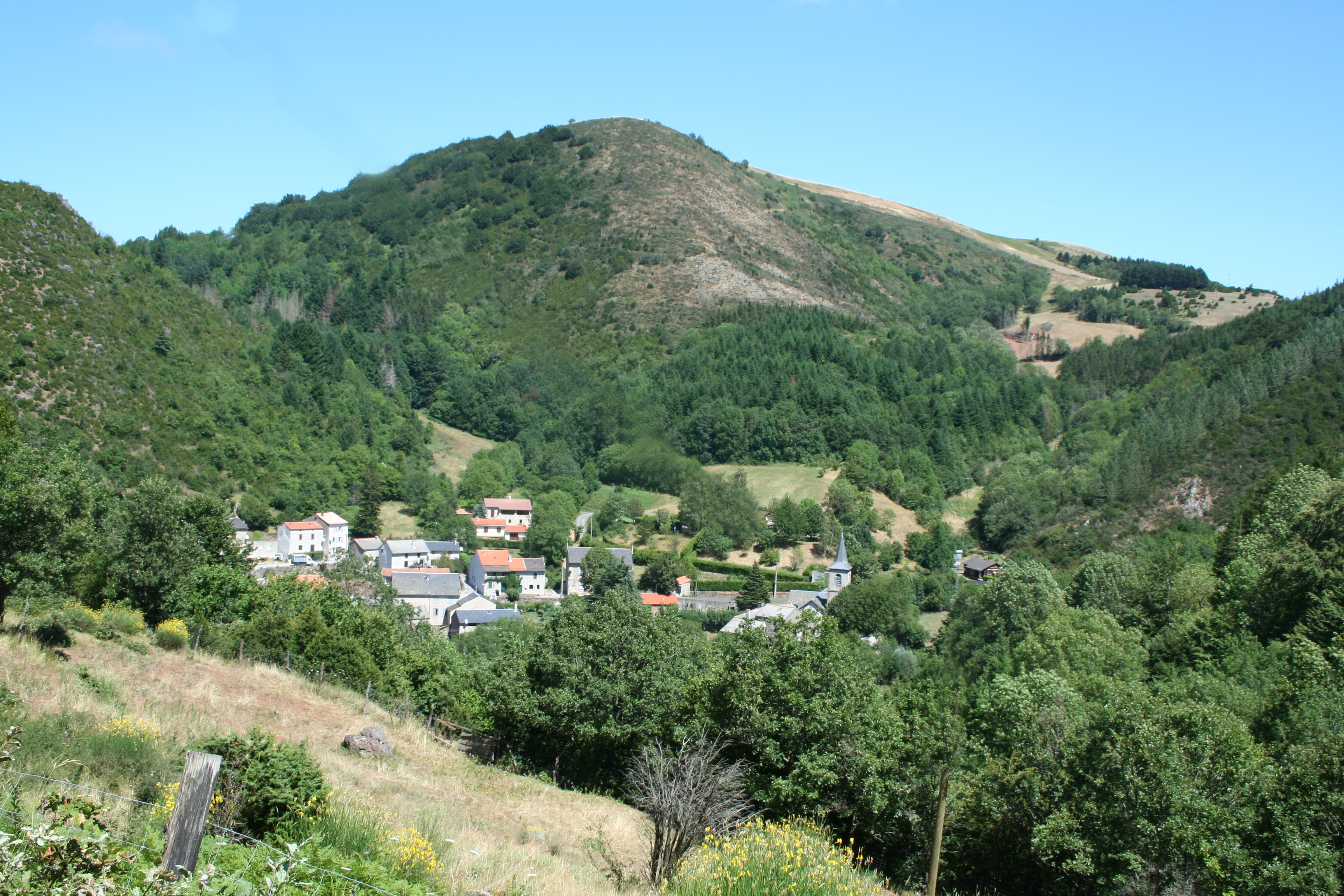